# Мірзо Улугбек (станція метро)
41°16′55″ пн. ш. 69°12′44″ сх. д. / 41.28194° пн. ш. 69.21222° сх. д.
Мірзо Улугбек (узб. Мирзо Улуғбек, Mirzo Ulug`bek) — станція Чилонзорської лінії Ташкентського метрополітену розташована між станціями Чилонзор і Новза. Названа на честь Улугбека, онука Тамерлана. До 1 травня 1992 станція мала назву 50 років СРСР.
Відкрита 6 листопада 1977 у складі першої черги Чилонзорської лінії.
Колонна трипрогінна станція мілкого закладення з підземними вестибюлями. 
Для оздоблення використано проект, розроблений для станції метро Спартак Московського метрополітену. Бічні нави стелі підшиті профільованим алюмінієм з втопленними світильниками, направленими на посадкову частину платформи. Колійні стіни платформи і стіни вестибюлів оздоблені Газганським мармуром світлих відтінків. Підлога переходів, вестибюлів і платформи викладено плитами сірого граніту. Рельєфні пояски-капітелі на колонах платформи та панно над спусками на платформу, виконані карбуванням по міді, присвячені 50-річному ювілею СРСР художників Е. Алієва, Н. Бандзеладзе і В. Дегтярьова. Спочатку на поясках-капітелях були зображені герб СРСР і герби союзних республік, які в даний час демонтовані.

## Ресурси Інтернету
- Станція Мірзо Улугбек [Архівовано 17 травня 2014 у Wayback Machine.] (рос.)